# Hofjes de Leiden
Hi ha 35 grups de hofjes a la ciutat neerlandesa de Leiden. Van ser construïts per ciutadans benestants que volien fer alguna cosa per la gent gran i els més desfavorits. Aquests hofjes solen portar el nom del seu promotor. Avui dia, aquests hofjes estan habitats per gent gran i estudiants.
Sovint només hi ha una entrada i sortida que, a través d'un passadís, s'obre a la via pública. Normalment hi havia un porter que era el responsable d'obrir i tancar a les hores previstes (quan es tancava no es deixava entrar ningú) i també proporcionava diversos serveis als residents i als governadors dels Hofjes. El governadors de les fundacions encarregades dels Hofjes solien formar part dels familiars del fundador, però més endavant, molts hofjes varen quedar sota el control d'institucions que atenien els pobres i necessitats.
Sovint hi havia una sala de reunions separada per a l'òrgan de govern, l'habitació del governador. En certs llocs, aquesta habitació està extraordinària i sumptuosament decorada, com és el cas dels hofjes de Meermansburg. Els governants de vegades governaven amb una mà de ferro i obligaven els residents a tota mena de normes, dictant nombroses regles. Es considerava que una gran sort per als residents que poguessin viure de franc i que rebessin beneficis en forma de pa, carn, cervesa, camises i sabates. Per tant, només calia esperar que es comportessin amb respecte i agraïment.
Si la fundació d'habitatges es va establir en forma testamentària, els executors de la voluntat es van veure obligats a emprendre la construcció dels hofjes. En alguns casos, els fundadors van començar a construir durant les seves pròpies vides.

## Llistat de Hofjes

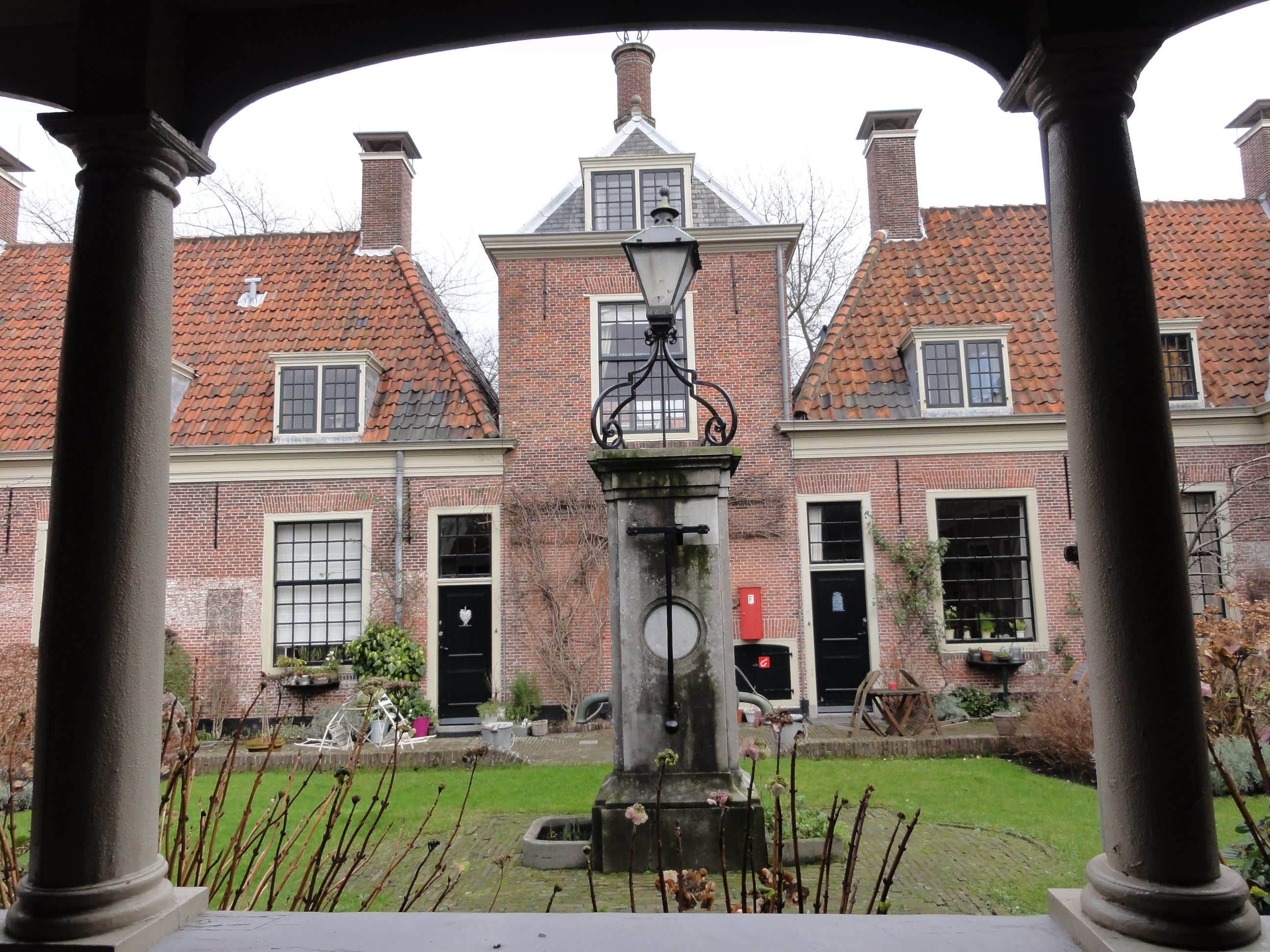
Loridanshofje

Loridanshofje: Els asils Pieter Loridans, van ser construïdes en el lloc de l'antiga taverna De Vergulde Wagen (El carro d'or). Durant la Guerra dels Vuitanta Anys, Pierre Loridan va fugir de la Inquisició espanyola dels Països Baixos meridionals. Durant una plaga a 1655 (on varen morir aproximadament 15.000 persones d'una població d'aproximadament 50.000) va perdre la seva família i els seus correligionaris, i va decidir trobar algunes cases de beneficència.
El pati d'aquest hospici de 1656 es manté sobri. Es pot remarcar la xemeneia rodona i no lluny d'allà, el Doelenpoort que és un portal de 1645 coronat per l'estàtua eqüestre de Sant Jordi.

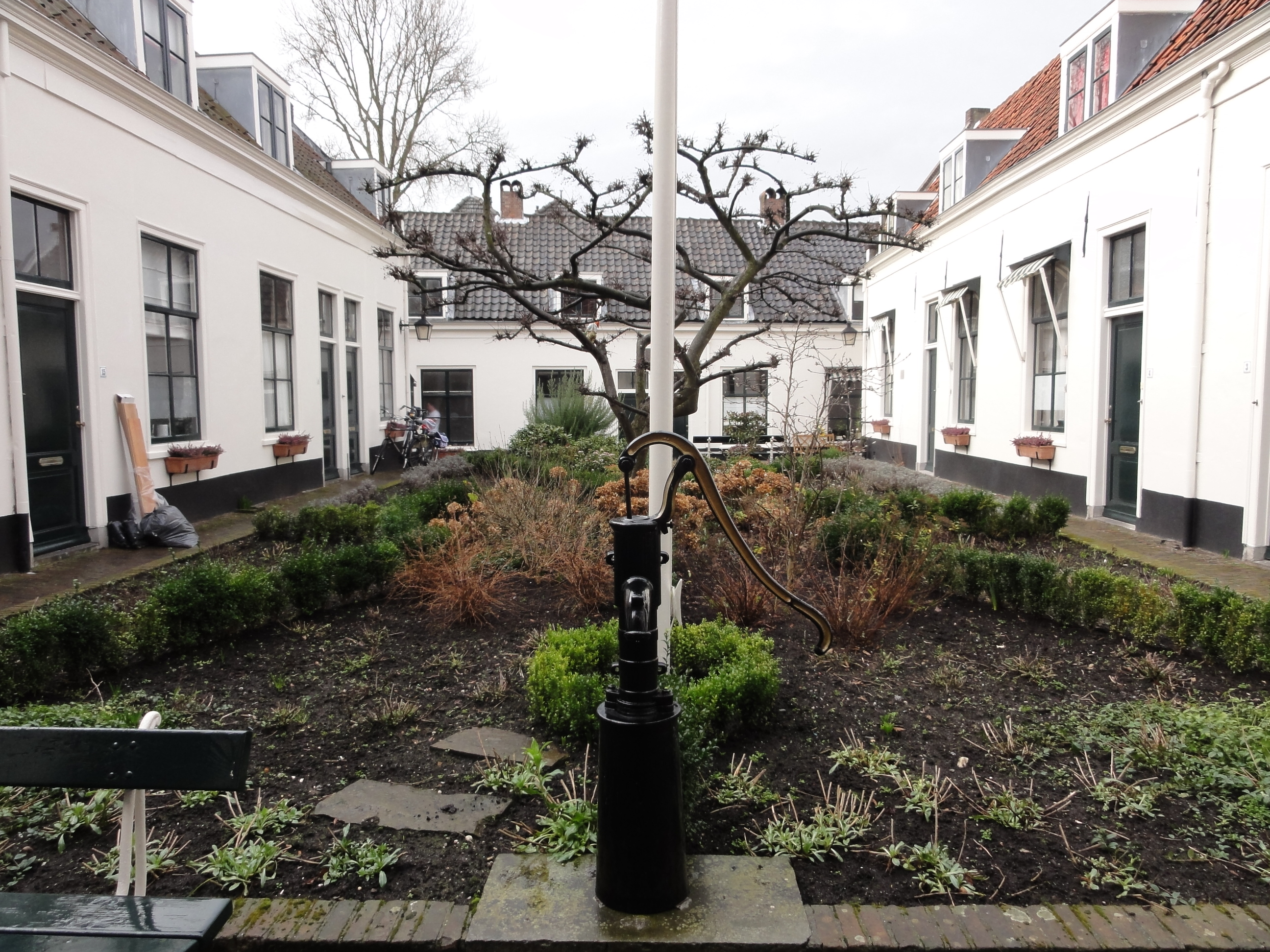
St. Jacobs- of Crayenboshofje

Sant Jacobs- of Crayenboschhofje: Fundad pel comerciant Gomarus Jacobsz de Crayenbosch. En el seu testament de 1672 va deixar un legat per a construir un Hofje per a parelles pobres. Gomarus volia una casa de caritat catòlica per als habitants de la ciutat, però no va poder fer a causa del règim calvinista a Leiden.

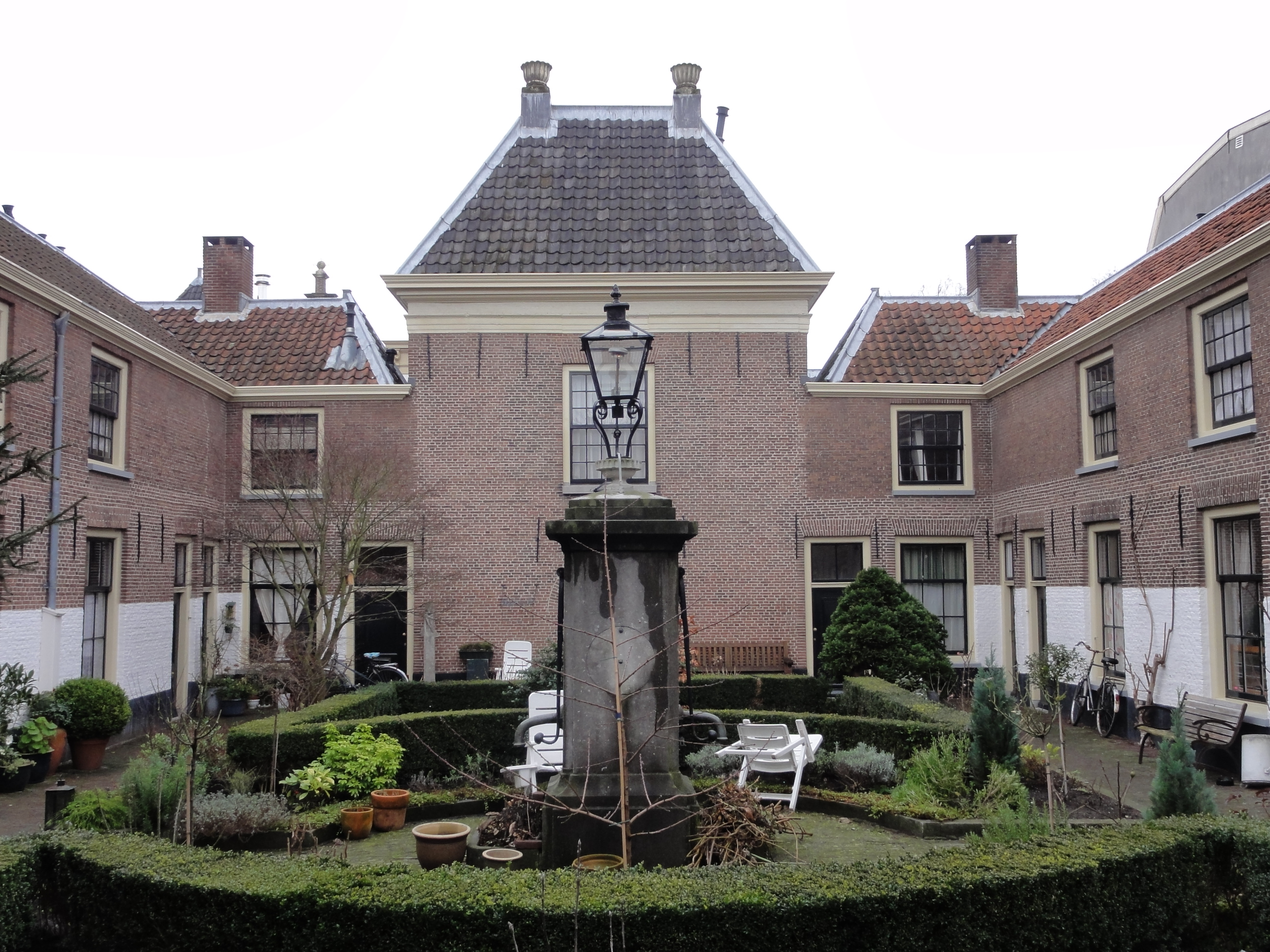
Brouchovenhofje

Brouchovenhofje: Va ser una iniciativa d'Anna Brouchoven que li va demanar al seu germà Jacob la creació d'habitatges per a la gent gran. Jacob va respectar els desitjos de la seva germana i va fundar el Hofje. Durant la dècada final de la seva vida (va morir en 1642) va començar la construcció.

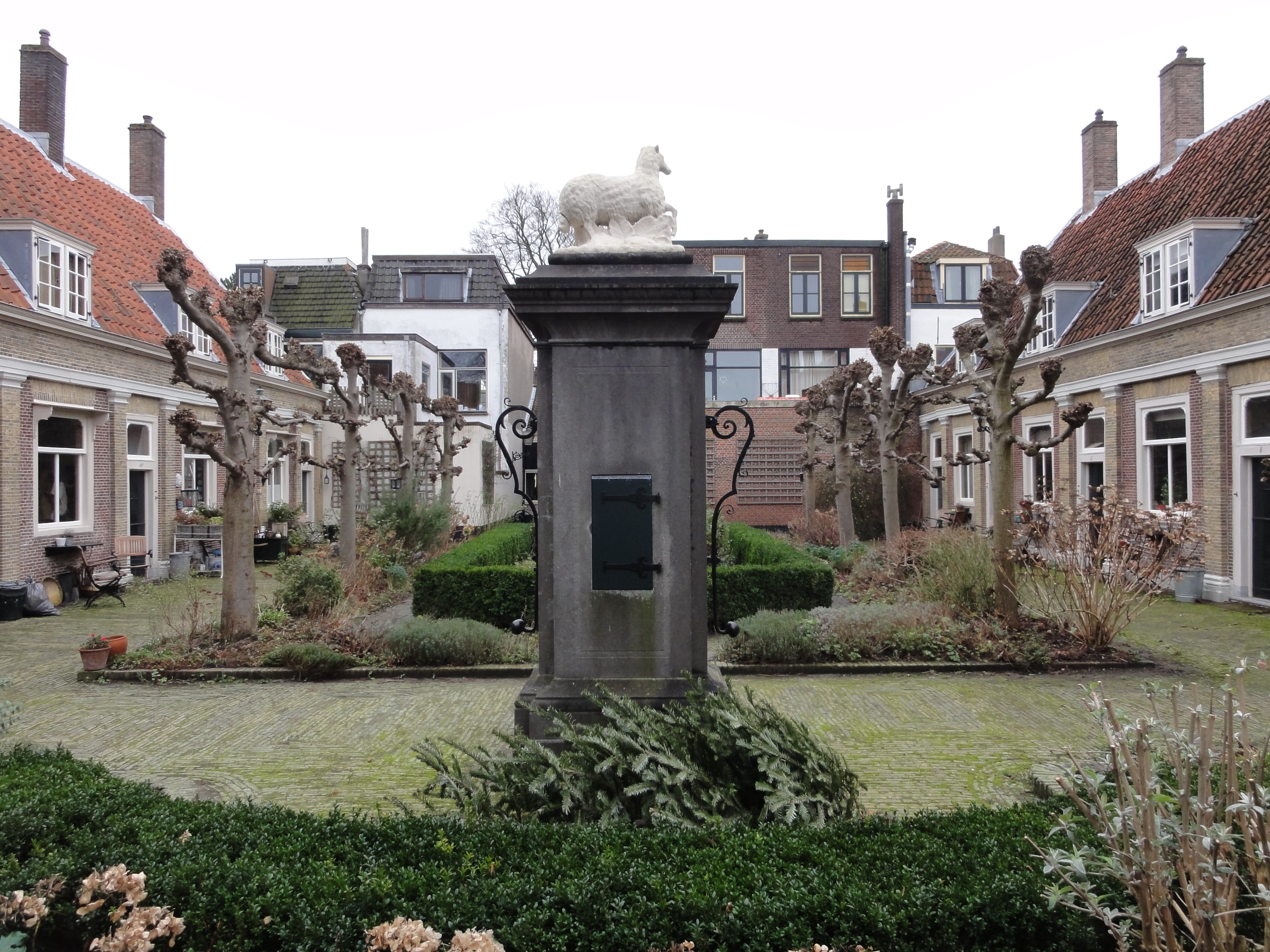
Eva van Hoogeveenhofje

Eva van Hoogeveen: Descendia d'una família molt distingida i adinerada i volia oferir habitatge a dones solteres, com ella, o vídues, i amb poques possibilitats econòmiques. Es va construir a la dècada de 1650.

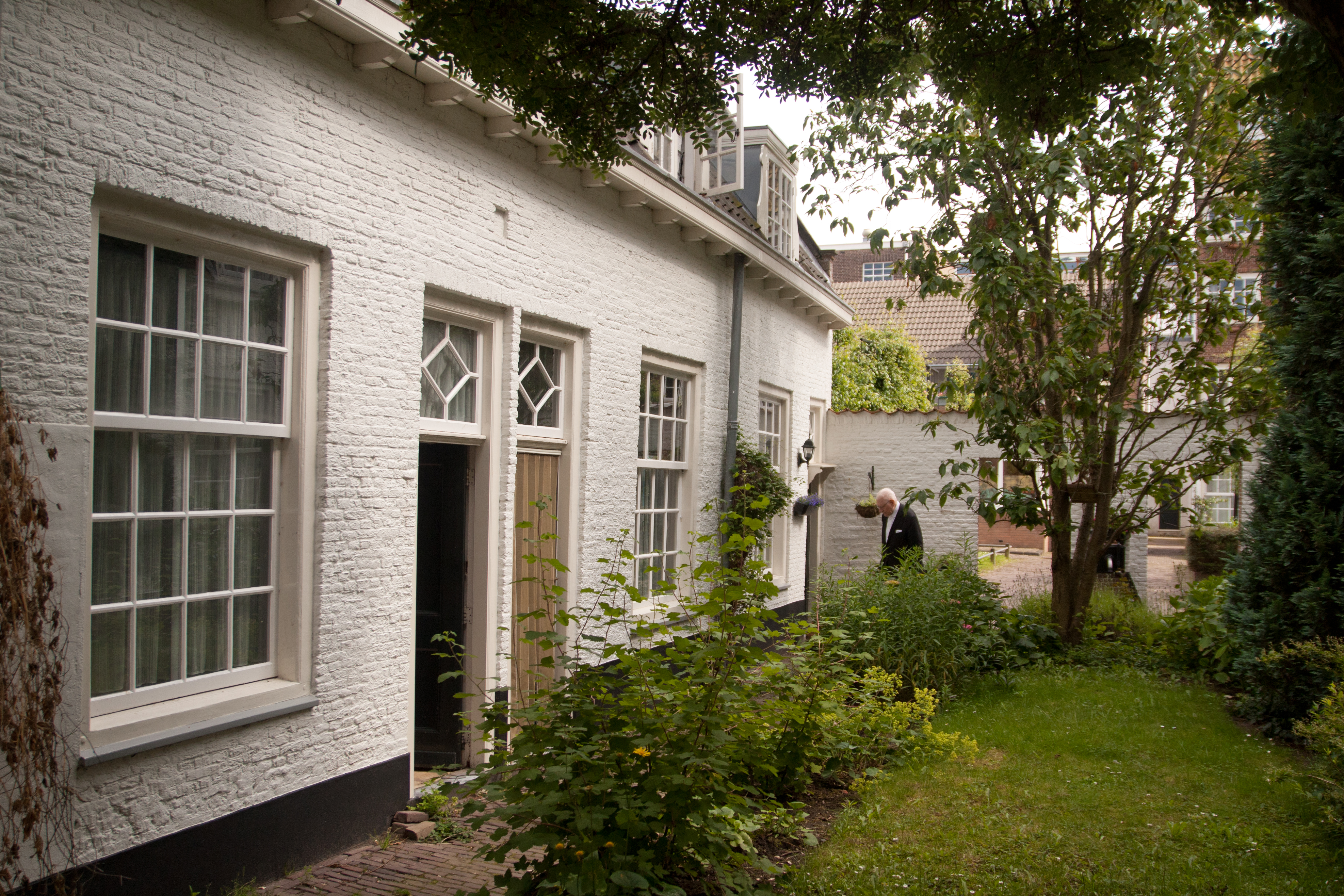
Pieter Gerritsz. van der Speckhofje

Pieter Gerritsz. van der Speckhofje: Pieter Gerritsz era un fuster ric que posseïa nombroses cases a Leiden. Veient sovint les condicions de vida dels ancians pobres, durant la seva vida va construir la seva pròpia Hojfe durant la dècada de 1640. La limitada extensió dels terrenys el Hojfe va resultar bastant petit amb només vuit cases.

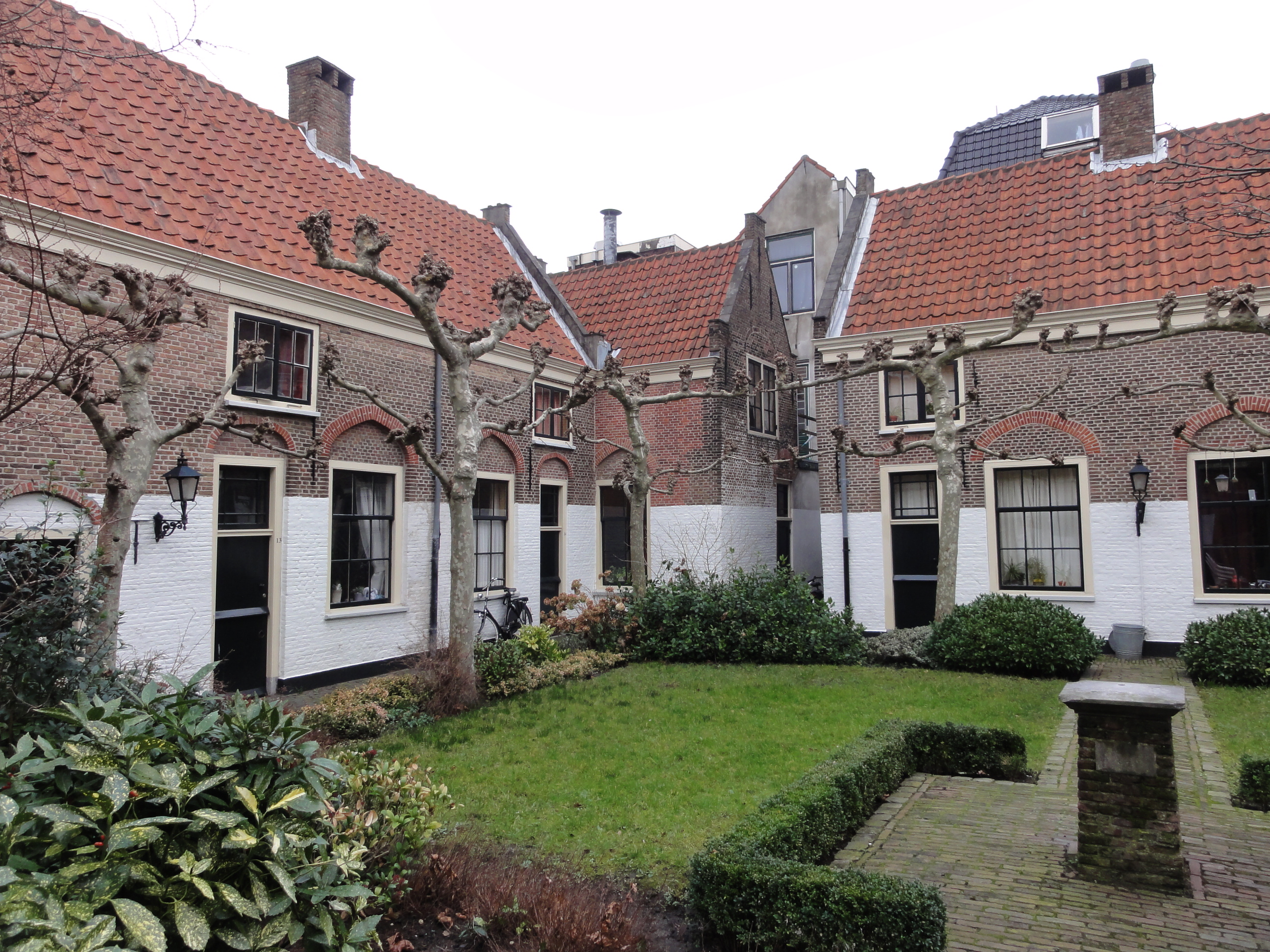
St. Salvatorshofje

St. Salvatorhofje: Aquest hospici va ser fundad per sacerdot Paulus Claesz que provenia d'una famílica rica. En el seu testament va estipular que s'havia de crear una casa de beneficència per a dones. Després de la seva mort, els seus executors van comprar una vella pista d'handbol i construir el complex amb dotze cases. Després de la Reforma, aquest era el nombre habitual de cases amb pati. L'edifici va ser acabat en 1639. Crida l'atenció els arcs de mig punt damunt les finestres, que són rares als Països Baixos. Les restauracions finals es varen dur a terme en 1978-1979 i en 1991.

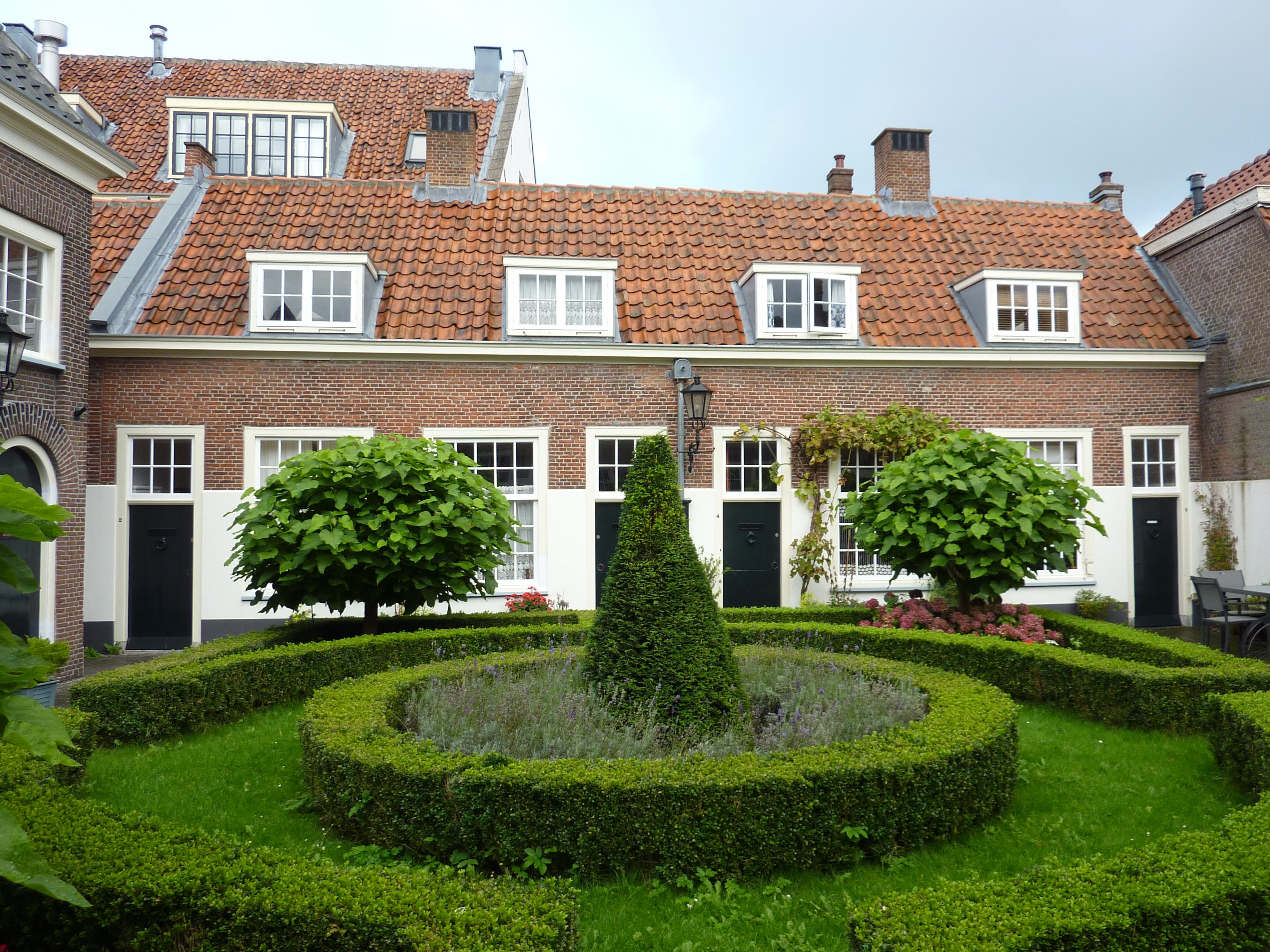
Samuel de Zee's hofje

Samuel de Zee's hofje: Com el seu nom indica, que va ser fundada per Samuel de Zee. Aquest home, nascut sota el nom de Samuel Le Maire, no va tenir descendència després de quatre matrimonis. Aleshores el seu capital anaria als cosins, però la seva relació amb la família no era gaire bona. Durant la seva vida, Samuel va comprar un terreny amb algunes cases. En 1743 va haver-hi 11 cases. En 1807 una explosió a una nau propera va acabar amb tot un districte i es van emportar 151 morts. El Hofje va quedaar danyat, però aviat es va reconstruir. En 1981 i els anys següents es va dur a terme una important restauració.

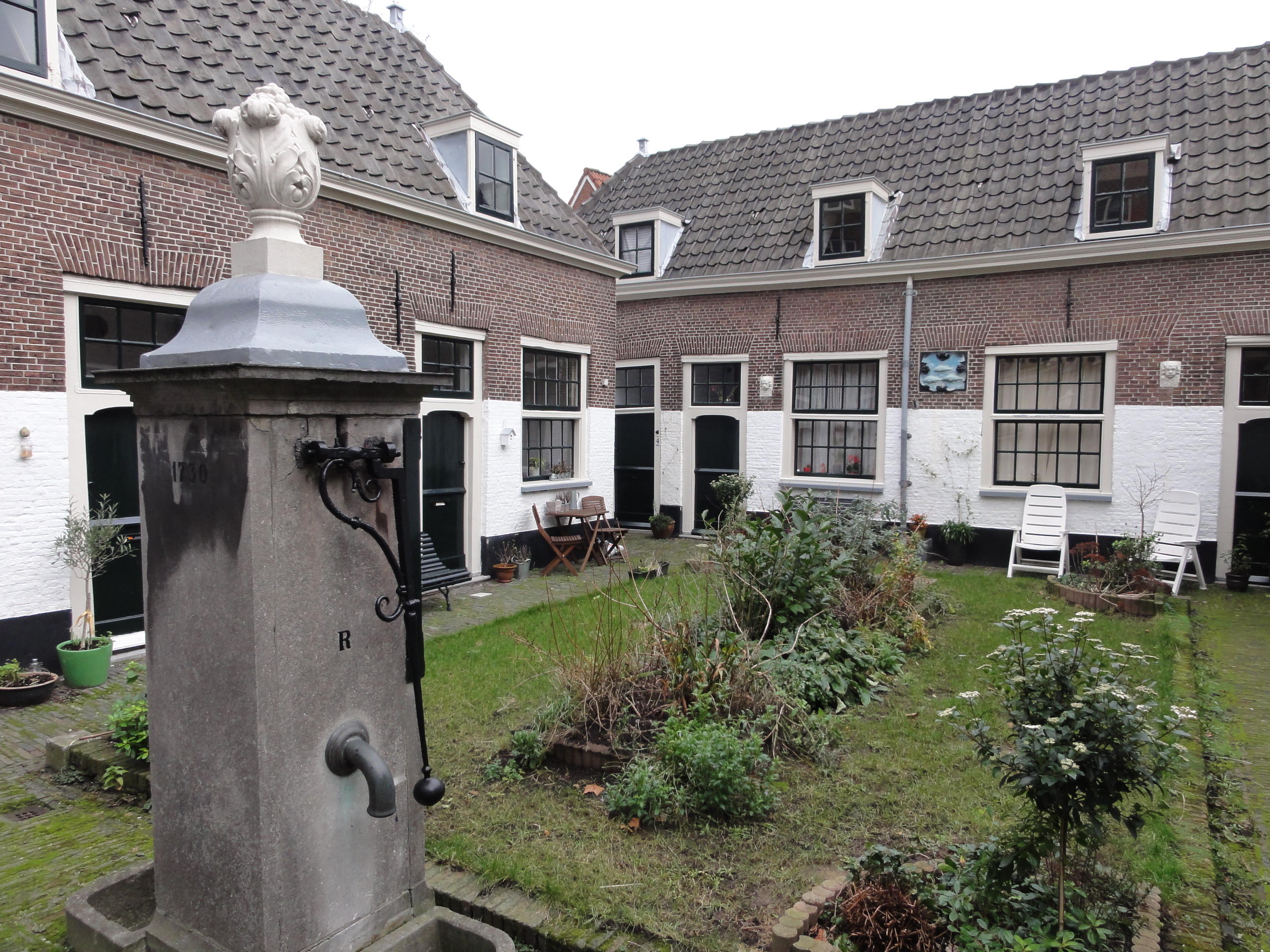
Schachtenhofje

Schachtenhofje: El va fundar Anthonis Jacobsz. van der Schacht. Aquest havia estat, a la seva infància, en l'orfenat per la qual cosa sabia què era la pobresa; per tant, com ell i la seva dona no varen deixar fills, varen decidir posar els seus diners en la construcció d'un Hofjen. Havia guanyat bastant com a fabricant de randes i cintes i part d'aquest guany ho va invertir en la compra de cinc cases a Middelstegracht. Després de la seva mort, durant la gran pesta de 1669-1670, els executors testamentaris varen decidir usar aquestes cases per a construir el Hofje.
En 1977-78 el Hofje va ser restaurat.

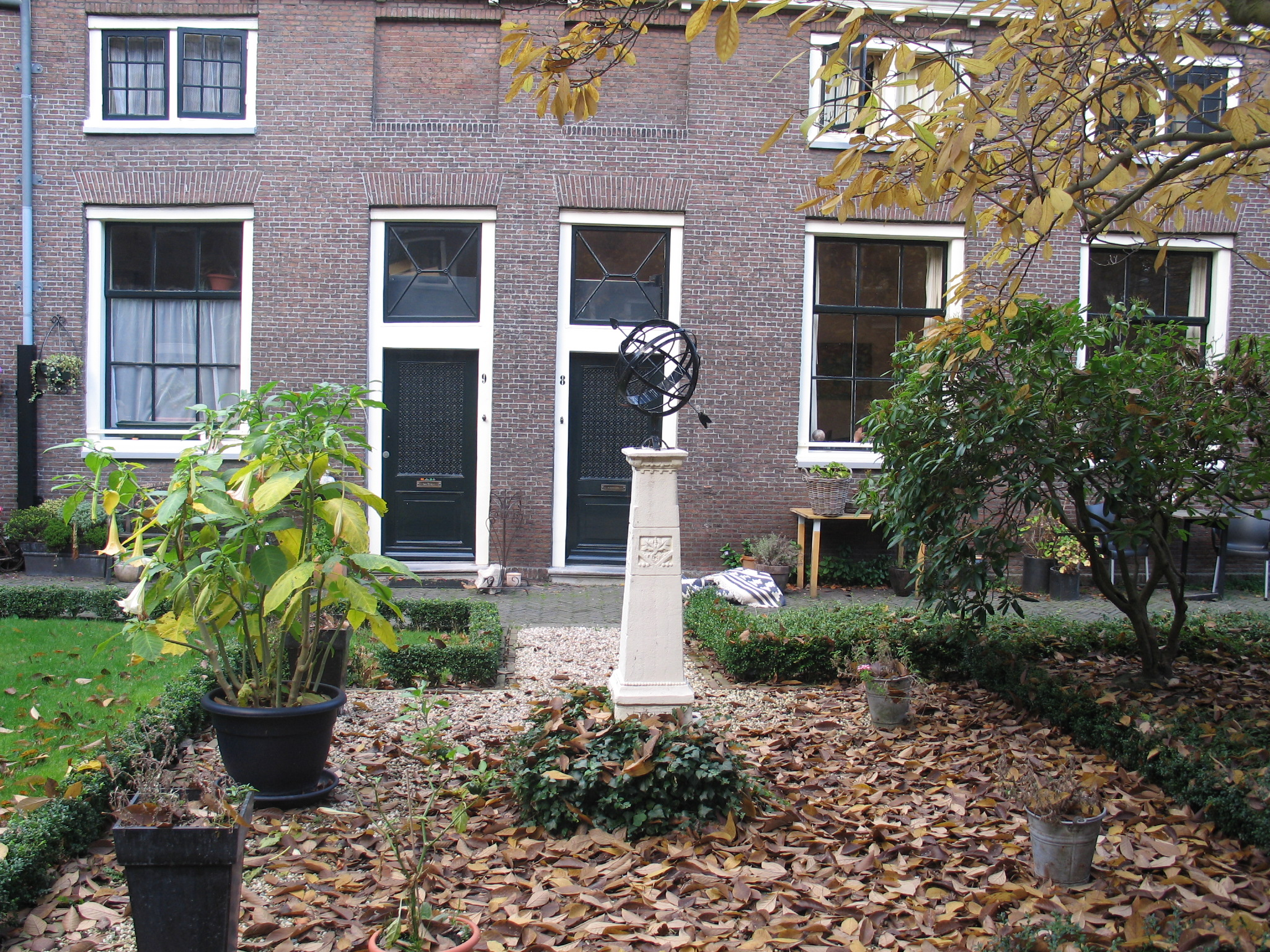
Jean Pesijnhofje

Jean Pesijnhofje: Jean Pesijn era de la ciutat de Lille (al nord de França). Després que la seva única filla morís durant una epidèmia de pesta en 1655, ell i la seva esposa, Marie de Lannoy, van decidir fundar un hofje. Després de la mort de Jean, Marie va comprar algunes cases al Kloksteeg.

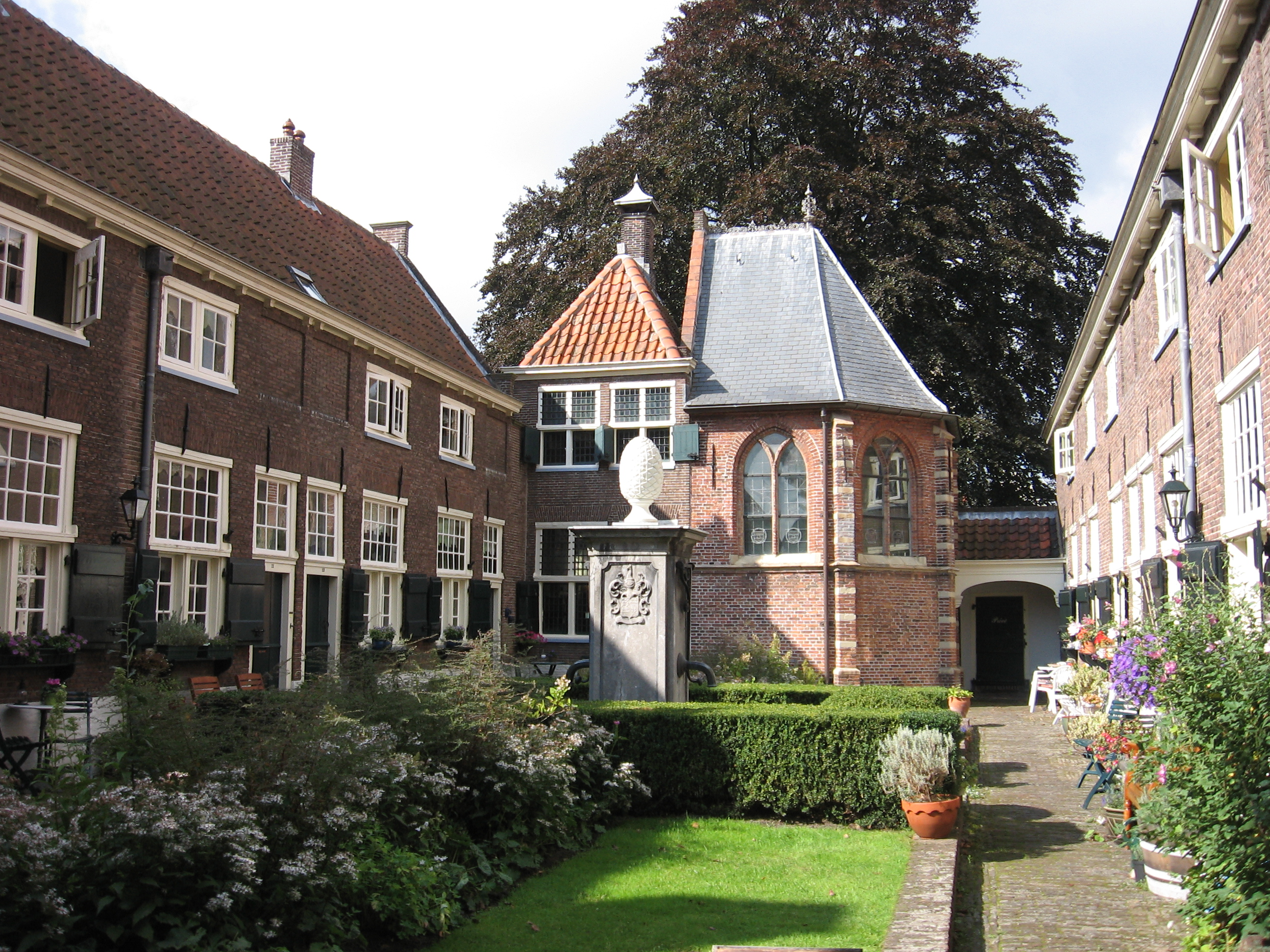
St. Annahofje

St. Annahofje: Aquest és un dels hofjes més antics de Leiden. Va ser construït per decisió testamentària del ric cerveser Willem Claesz. De Bruyn, la seva esposa, en el seu testament de 1491 va deixar alguns dels seus béns per fundar una casa d'alberg per a dones majors de bon nom i reputació. Van morir el 1491 i el 1492. Després de la seva mort, els seus fills varen dotar el hofje d'una capella, que en realitat no va ser consagrada fins al 1509. Aquesta capella voltada, amb el seu cor octogonal, va ser ignorada pels iconoclastes l'any 1566, motiu pel qual es conserva l'altar més antic del nord neerlandès. Conté algunes pintures interessants. El hofjen encara rep 400 florins l'any d'interessos per un préstec realitzat el 1604. Està habitada encara per dones solteres, no necessàriament majors o pobres.

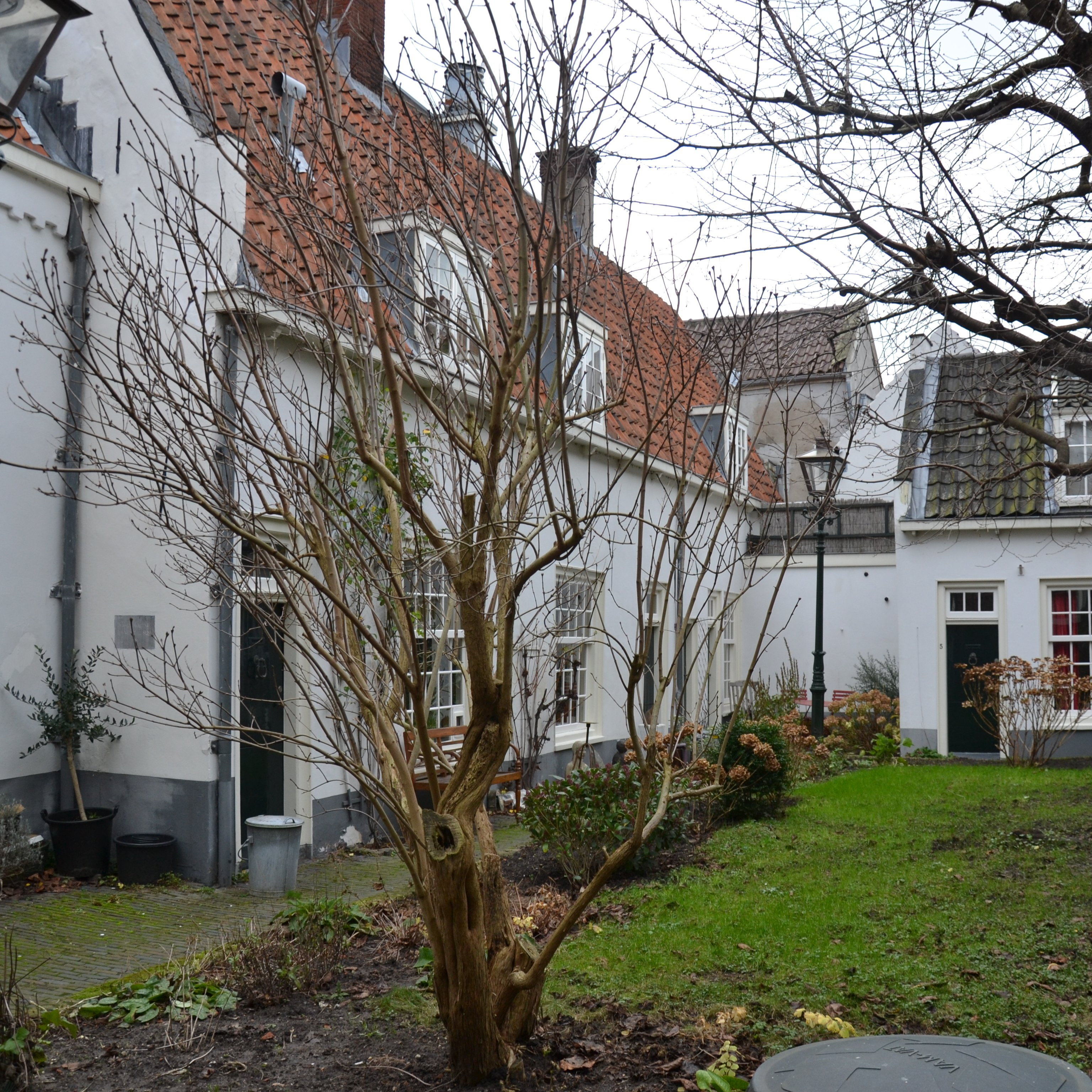
Mierennesthofje

Mierennesthofje: A l'edat mitjana, hi havia els Gerrit Lams Begijnhof, que després de la Reforma va passar a mans de l'església. En aquestes cases vivien pobres i estaven bastant superpoblades. El 1731 es van subhastar les cases i un dels representants de l'església els va comprar. Aquest Diederik van Leyden va deixar posat al seu testament que les cases havien de ser transformades en un hofje, cosa que va fer el seu fill.

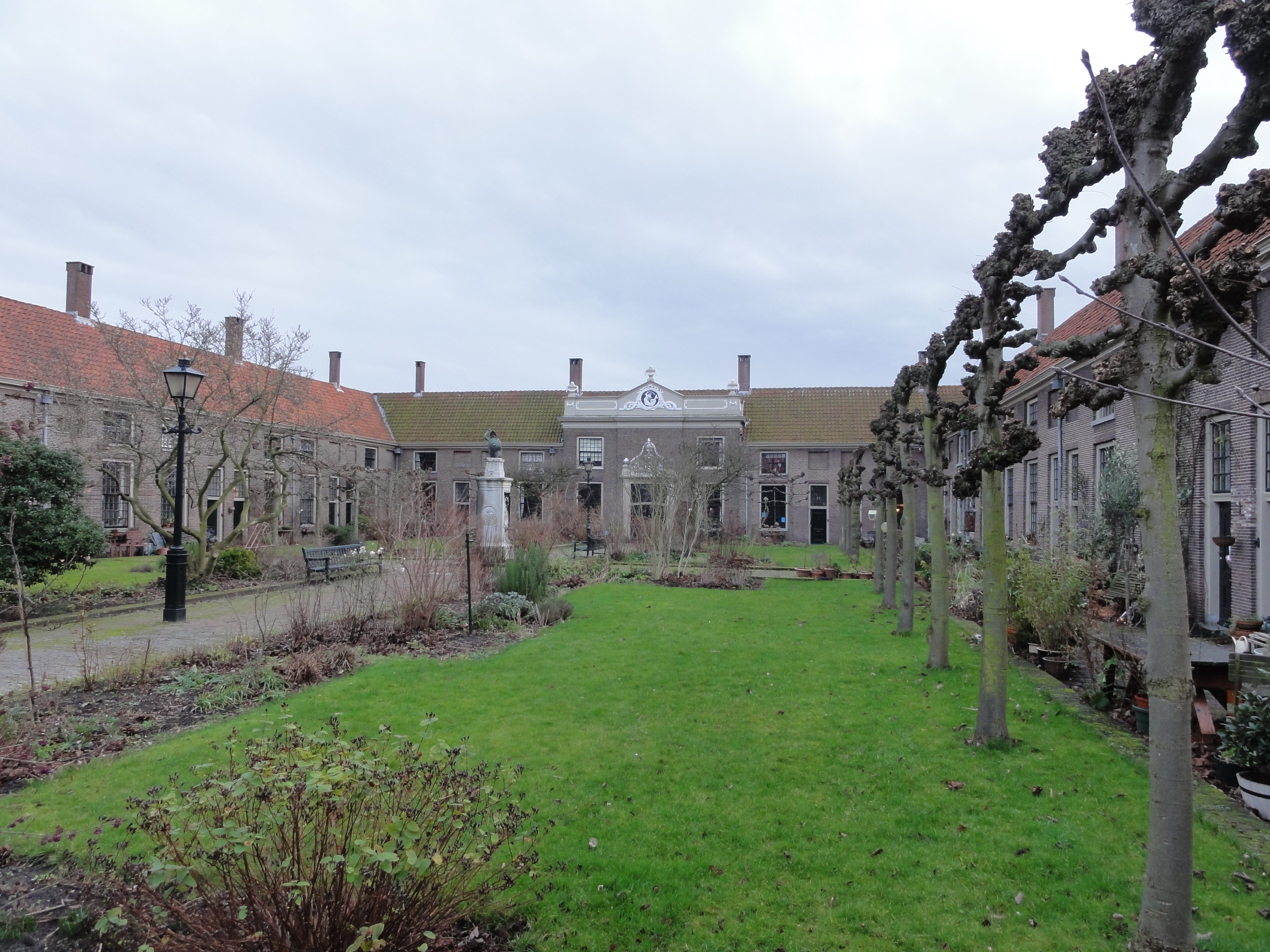
Hof Meermansburg

Hof Meermansburg: L'únic hofje de Meermansburg en Leiden. Es diu "Hof" (pati en català) per la seva grandària. El monestir anomenat Natzaret de l'edat mitjana va ser reemplaçat, el 1596, per un complex de 63 petits habitatges obrers adossats.
El 1680, Maerten Meerman va enderrocar alguns edificis per tal de construir un hofje. En 1778-1780 el hofje va ser reconstruït. Al pati, la font fa referència als fundadors Helena Verburg i Maerten Meerman.